# Stephan Perren
Stephan Marcel Norbert Perren (* 7. Oktober 1932 in Zermatt; † 21. November 2019 in Davos; heimatberechtigt in Zermatt) war ein Schweizer Chirurg.

## Werdegang
Perren legte 1960 das Staatsexamen an der Universität Zürich ab und wurde 1965 an der Universität Bern promoviert.
Von 1967 bis 1996 war er Direktor des AO-Forschungsinstituts Davos, von 1980 bis 1998 zudem Professor an der Universität Basel.
Er wurde 1987 Ehrendoktor der University of Guelph in Kanada und 1990 Mitglied der Deutschen Akademie der Naturforscher Leopoldina. Perren war auch Pilot für Flächenflugzeuge und Helikopter und umrundete 2005 zusammen mit seinem Sohn Nicolas Perren in einer einmotorigen Mooney M20 die Welt.

## Fussnoten
1. ↑   Beobachtungen über reversible Knorpelschädigung bei Schultersteife und im Modellversuch. Dissertation Universität Bern, 1965.
2. ↑  Einmal rund um die Welt. In: Walliser Bote. 28. September 2005, S. 12.

| Personendaten    | Personendaten                                       |
| ---------------- | --------------------------------------------------- |
| NAME             | Perren, Stephan                                     |
| ALTERNATIVNAMEN  | Perren, Stephan Marcel Norbert (vollständiger Name) |
| KURZBESCHREIBUNG | Schweizer Chirurg                                   |
| GEBURTSDATUM     | 7. Oktober 1932                                     |
| GEBURTSORT       | Zermatt                                             |
| STERBEDATUM      | 21. November 2019                                   |
| STERBEORT        | Davos                                               |